# Trichopterna grummi
Trichopterna grummi là một loài nhện trong họ Linyphiidae.
Loài này thuộc chi Trichopterna. Trichopterna grummi được Andrei V. Tanasevitch miêu tả năm 1989.